# Комаров, Кирилл Игоревич
Кири́лл И́горевич Комаро́в (8 сентября 1964, Ленинград) — советский и российский рок-музыкант, гитарист.

## Биография
Кирилл Комаров родился 8 сентября 1964 в Ленинграде в семье физика Игоря Владимировича Комарова. После школы поступил на Восточный факультет Ленинградского государственного университета (кафедра тюркской филологии). Комаров занимался переводами турецкой поэзии, поступил в аспирантуру, но не закончил её. Уже будучи студентом он начал сочинять стихи, и в 1984 году его соученик Алексей Образцов познакомил Кирилла с группой «Присутствие». Комаров был приглашен в состав группы и стал её неиграющим участником. Он писал тексты на мелодии гитариста Максима Кузнецова.
Вскоре «Присутствие» вступило в Ленинградский рок-клуб и на протяжении 1985—1987 годов оставалось одной из его ведущих групп. Хитами «Присутствия» были песни Кузнецова и Комарова «Лучше быть мёртвым, чем вторым», «Выйди вон», «Мой день», а «Осенний блюз» жюри IV Рок-фестиваля (1986) назвало в числе его лучших песен.
В конце 1987 года Комаров, недовольный тем, как воплощались в жизнь его замыслы, покинул группу и дебютировал как акустический гитарист и певец. Наиболее ярким событием этого периода для Комарова стало участие в I фестивале «Рок-акустика» (Череповец, январь 1990). В том же году записал свой дебютный альбом «Остров». Этот и два следующих альбома, «Простая вещь» (1991) и «Акустика» (1993), относятся к числу ранних. Участие в этих записях принимали Максим Кузнецов (гитара) и Юрий Щербаков (барабаны) из «Присутствия», бас-гитарист Олег Дегтярёв, пианист Александр Видякин, звукорежиссёр Вадим «Десс» Сергеев.
В 1994 году из накопившегося за предыдущие три года материала Комаров отобрал десять песен, звучавших в разных стилях и составивших альбом «День со среды на четверг», изданный на кассетах. Этот альбом стал знаком возвращения Комарова к электрическому звучанию. В том же году в декабре Кирилл организовал свою группу «Честное слово». В неё вошли Максим Кузнецов и Олег Дегтярёв, а также барабанщик Дмитрий Евдомаха. Первый состав группы просуществовал несколько месяцев и отыграл считанное число концертов. Комаров собрал новый состав, в который были приглашены гитарист Руслан Исаков, бас-гитарист Василий Ломагин и барабанщик Геннадий Тусков. Они продолжали играть в клубах и записали на студии «Добролёт» песни «В осеннем парке» и «Маленькая Лиза» (звук: Вадим «Десс» Сергеев).
Осенью-зимой 1997 года был записан очередной сольный альбом Комарова «Парашютисты глазами птиц», который был издан официально только четыре года спустя. В его записи участвовали музыканты «Честного слова», а также клавишник Михаил Огородов, певец Евгений Дятлов («Аты-Баты»), звукорежиссёр Вадим «Десс» Сергеев и др.
Кирилл стал постоянным участником фестиваля поющих поэтов «Могучая Кучка», который с 1999 года регулярно проводится музыкантами группы «Зимовье зверей» Константином Арбениным и Александром Петерсоном. В это же время Кирилл Комаров стал завсегдатаем концертного зала Ленинградского зоопарка.
Комаров выступает не только сольно, он сотрудничает с Михаилом Борзыкиным («Телевизор») — они записывают песню Комарова «Дым». Также он принимает участие в проекте «АрБаКом» с Михаилом Башаковым и Константином Арбениным. Они записали песню Кирилла «Мы никогда не умрём», которая была в ротации на «Нашем радио».
В конце 1999 года продюсерский центр «Бест Презентс» выпустил на кассетах новый акустический альбом Комарова «Вот он я», включавший такие его песни, как «Не мной придуманный блюз» и «Снег идет вверх». В 2001 году был опубликован и альбом «Парашютисты глазами птиц». Следующая работа музыканта, «Топливо» (2002), тоже была сугубо акустической.
Альбом «Ангелология» был записан на протяжении 2003 года на нескольких разных студиях. Вдогонку за ним Комаров выпустил альбом «Рано или поздно», в котором чередуются песни, записанные в 1994 и в 2004 годах.
В 2005 году январский концерт Комарова в московском клубе «АртЭрия» был записан и отснят для издания на DVD, а акустическое выступление в июле легло в основу альбома «Трансблюз». Помимо того, музыкант составил из концертных записей 1994—1996 гг. альбом «Опыты с живым электричеством». Позднее свет увидела и первая mp3-коллекция Комарова, в которую вошли фрагменты альбома «День со среды на четверг», все студийные записи от «Вот он я» до «Трансблюза», а также избранные записи квартирных концертов, сделанные в 1997—1998 и 2000—2003 годы.
В 2005 году петербургское издательство «Геликон Плюс» выпустило книгу Кирилла Комарова «Оттенки зелёного», в которую вошли тексты песен с пяти основных альбомов, стихи, а также поэмы «Питер. Прогулка» и «Письма краснодарскому другу».
Своеобразным продолжением «Трансблюза» стал совместный проект Кирилла Комарова и Василия К. под названием «Верёвки», в котором импровизация переместилась на сцену, а концерты стали интерактивными: зрители могут влиять на происходящее, присылая записки.
В 2007 году был издан альбом «Радость. Смертельно». В июле этого же года впервые вышла на сцену группа «Кирилл Комаров и Друзья», в которую помимо Кирилла вошли Анатолий Багрицкий (баян, губная гармоника, хармониум, бэк-вокал), Дмитрий Фомичев (бас) и ударник Евгений Губерман, который позже уступил место Михаилу Поздееву.
В 2008 году вышел экспериментальный альбом «Sensense». В нём Комаров отказался от использования музыкальных инструментов: все их партии воспроизводятся голосом, который одновременно произносит несколько фраз, а они в разных тональностях накладываются одна на другую.
В 2008 году Василий К. и Интеллигенты записали песню Кирилла Комарова «Я не хочу выбирать» и включают её в альбом «Дай себе».
В феврале 2009 года вышел альбом «Путь дурака», записанный группой «Кирилл Комаров и Друзья» в ноябре 2007 — июне 2008 гг. Там звучат только акустические инструменты: акустическая гитара, баян, губная гармоника, хармониум, барабаны, акустический бас. В июне 2011 года группа выпускает второй альбом «Змея», который был записан в Санкт-Петербурге в 2010—2011 годах. В дальнейшем Кирилл Комаров выступает с концертами как сольно, как и в составе группы «Кирилл Комаров и Друзья».

## Дискография
- 1990 — Остров
- 1991 — Простая вещь
- 1993 — Акустика
- 1994 — День со среды на четверг
- 1997, издан 2001 — Парашютисты глазами птиц
- 1999 — Вот он я
- 2002 — Топливо
- 2003 — Ангелология
- 1994, 2004 — Рано или поздно
- 2005 — Трансблюз
- 2005 — Опыты с живым электричеством
- 2007 — Радость. Смертельно
- 2008 — Sensense
- 2009 — Путь дурака
- 2011 — Змея
- 2013 — ЧТОЭТОБЫЛОТАКОЕСЕЙЧАС
- 2016 — Думая о тебе
- 2019 — Блеск и Шелест
- 2021 — Родина
- 2024 - Живое - живи

### Прочее
- 2005 — книга «Оттенки зелёного»
- 2006 — DVD (запись концерта в Москве, концертный зал «АртЭрия», 22 января 2005)
- 2006 — Веревки (в соавторстве с Василием К.)
- Записи с квартирников 1997—1998
- Записи с квартирников 2000—2003
- 2009 — DVD «Блюзы и баллады под гитару и без» проекта «Арбаком» (Арбенин — Башаков — Комаров)
- 2009 — сборник «Лучшие вещи»